# Strombiformis almo
Strombiformis almo är en snäckart som beskrevs av Bartsch 1917. Strombiformis almo ingår i släktet Strombiformis och familjen Eulimidae. Inga underarter finns listade i Catalogue of Life.